# Museo Nacional de las Islas Turcas y Caicos
El Museo Nacional de las Islas Turcas y Caicos es el Museo Nacional de las Islas Turcas y Caicos. Está localizado en la Casa Guinep en Front Street al norte de Cockburn Town en la Isla Gran Turca, la cual también es la capital del archipiélago. El museo fue establecido en los años 1980s e inaugurado en 1991. Exhibe la prehistórica cultura lucaya y registra la historia de las islas de la era colonial y el comercio de esclavos. Un arboreto está contiguo al museo.

## Historia
El museo es albergado en la Casa Guinep, una de las estructuras de piedra más antiguas de la isla. La casa, construida antes de 1885, fue nombrada tras el gran árbol guinep en el patio de frente. Fue construido con caliza local por un ex constructor naval.
El material estructural del edificio también provino de pecios locales, incluido el mástil de un barco, el cual es uno de los principales soportes del edificio. El edificio, que anteriormente sirvió como albergue para algunos buzos, fue donado al museo en 1990.

## Exhibiciones

### Primer piso
El naufragio del arrecife de melaza está localizado en el museo, el cual data al año 1505 y es considerado como el naufragio más viejo localizado en América. Era un barco español qué se hundió en el borde de las Islas Turcas y Caicos. Los restos del barco que presenta la exhibición son cascos y aparejos, cañones, ballestas y pertenencias personales de la tripulación. Caracterizado como “cápsula de tiempo”.
Una habitación separada esta dedicada a exhibiciones marítimas, en las que se incluye las lentes originales del Faro Grand Turk, que datan de 1852. Hay una exposición tridimensional de un arrecife de coral. Otra exhibición de botellas con mensajes de hace 40 años que llegaron de varias partes el mundo.

### Segundo piso
Las exhibiciones incluyen la historia de la colonización de la isla: la cultura taíno,  los africanos, norteamericanos, bermudeños, franceses e hispanoamericanos. Hay exhibiciones de artefactos lucayos, sisal e industrias de la sal, sellos postales de Caicos, la historia del comercio de esclavo, acontecimientos reales, y cerámica. eventos reales y cerámica. Las visitas a la isla de John Glenn (el primer estadounidense en orbitar la tierra que aterrizó en esta isla), Scott Carpenter y la Reina Elizabeth son conmemorados aquí. Otra exhibición importante es la del comercio de sal, el cual fue el más grande del mundo por un tiempo, localizado en la isla de Salt Cay. Los bermudeños fueron los primeros colonos en la pequeña isla en 1645, con la producción de sal que comenzó en 1673 y durando hasta los años 1960s. Inscrito como Patrimonio de la Humanidad por la UNESCO, el sitio fue desarrollado con un laberinto de paredes y sistema de canales, presentado en forma de exhibición en el museo..

## Características
El museo contiene laboratorios de conservación y un taller de exposición. Hay también instalaciones curatoriales, una sala de conferencias y un área que funciona como oficina y biblioteca del museo Las exhibiciones son acompañadas con audio y vídeo. Hay un arboreto conjunto a las instalaciones del museo. Los folletos de guía están disponibles para guiar los recorridos, marcadores que fueron reparados con los postes telefónicos que fueron dañados durante el huracán Ike. Hay una tienda de regalos que vende artefactos locales de las Islas Turcas y Caicos. Algunos de los productos locales son las joyas de vidrio marino hechas de vidrio que se encuentra en las playas, sombreros de paja y cestas del Caicos Central, sales y sales de baño de Salt Cay. También se ofrece un recorrido a las cuevas lucayas para explorar los artefactos hechos de madera.
El museo lanzó un programa de exploración arqueológico llamó el "proyecto Travadore" el cual se realiza en asociación con arqueólogos marinos. Bajo este proyecto, el programa preserva los sitios de naufragios de las islas y evita que los cazadores de tesoros los roben bajo el auspicio de buscar licencia para bucear y buscar tesoros en las islas. Se afirma que los colonos de la isla tienen vínculos sanguíneos con las personas, particularmente de origen africano, que perecieron en los naufragios. Algunos de los hallazgos históricos recuperados bajo este proyecto son expuestos en el museo. Las exposiciones del proyecto del naufragio Trouvadore (el naufragio del arrecife de melaza) se encuentra en exploración adicional.